# Immanuel Weber (Rechtswissenschaftler)

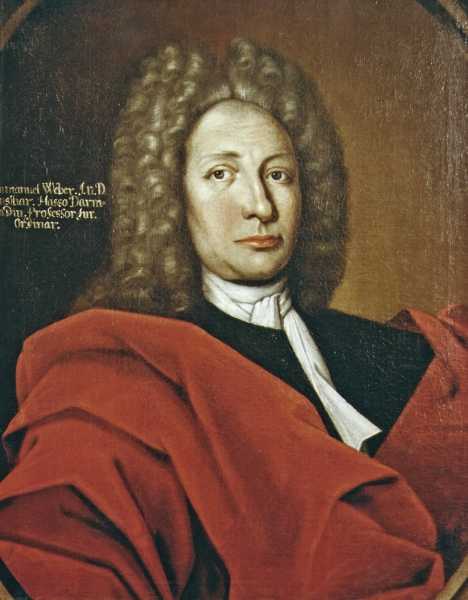
Immanuel Weber in der Gießener Professorengalerie

Immanuel Weber (* 23. September 1659 in Hohenheida; † 7. Mai 1726 in Gießen) war ein deutscher Rechtswissenschaftler, Historiker und Hochschullehrer.

## Leben
Weber war der Sohn des Theologen Immanuel Weber. 1672 ging er auf das Gymnasium in Grimma, 1677 zum Studium der Theologie an die Universität Leipzig. Am 14. Dezember 1678 erhielt er den theologischen  Bakkalaureusgrad, 1681 den Magistergrad. 1682 wechselte er wegen seiner schwachen Stimme und angeschlagenen Gesundheit in das Fach der Rechtswissenschaft. Unter anderem studierte er bei Christian Thomasius, Bartholomäus Leonhard von Schwendendörffer und August Benedict Carpzov. 1683 ging er für ein Jahr an die Universität Jena. Zurückgekehrt wurde er Hofmeister der Prinzen Günther und August Wilhelm von Schwarzburg-Sondershausen. Fürst Christian Wilhelm von Schwarzburg-Sondershausen verlieh ihm zunächst den Titel eines Sekretärs, 1687 übertrug er ihm die Leitung des Gesamtarchivs. 1697 wurde er zum Pfalzgraf ernannt.
Weber kam 1698 nach Gießen. Dort wurde ihm die Nachfolge von Gottfried Arnold angetragen. Entgegen seiner ursprünglichen Pläne, blieb er in Gießen. Entsprechend wurde er am 26. September 1698 ordentlicher Professor der Geschichte an der Universität Gießen. 1699 erhielt er zudem eine außerordentliche Professur der Rechte sowie als Nachfolger von Johann Reinhard Hedinger die Leitung der Universitätsbibliothek. Am 2. Mai 1699 wurde er mit der Dissertation De vindiciis adversus legatum delinquentem et de judice ejus competente zum Dr. iur. promoviert und 1713 als ordentlicher Professor berufen. Nach mehreren abgelehnten Rufen wurde er 1715 zum hessen-darmstädtischen Rat ernannt. 1720 gab er seinen Lehrstuhl der Geschichte auf, 1722 übernahm er die Position des Universitätssyndikus und 1725 die des Vizekanzlers der Hochschule. 1709 und 1723 war er zudem Prorektor der Universität.
Weber veröffentlichte trotz der großen Zahl an Ämter eine Vielzahl an Schriften, verstarb dann überraschend an einem starken Blutsturz im Amt.
Sein Sohn war der Jurist, Pfalzgraf, schwarzburg-sondershausenscher Rat und Kammergerichtsadvokat in Wetzlar sowie später kurmainzische Hofrat in Mergentheim Immanuel Weber († 1732).

## Werke (Auswahl)
- Worinnen Die Fundamenta Derer sämtlichen hohen Praetendenten Zu den erledigten Sachsen-Lauen-Burgischen Hertzogthum und zugehörigen Landen. Hamburg 1690.
- Fürstellend eine kurtze Beschreibung des Herzoglichen Sachsen-Lauenburgischen Stammes und dessen jüngst-beschehenen Falles. 2 Bände, Hamburg 1690.
- Lebensgeschichte der weyland Durchleuchtigsten Churfürsten in der Pfalz, Friederich V., Carl Ludwigs und Carls. Köln 1693.
- Rudolphus II. Gießen 1707.
- Commentatio theoretico-practica de eo, quod iustum est circa cognationes in nuptiis. Vulpius und Lammers, Gießen 1716.
- Einleitung zu der Teutsch-Europäischen Staats-Historie. Sand, Frankfurt am Main 1716.